# Commissaire du territoire britannique de l'océan Indien
Le commissaire du territoire britannique de l'océan Indien (en anglais : Commissioner for the British Indian Ocean Territory) est le représentant du monarque britannique dans le territoire britannique de l'océan Indien.
Le commissaire ne réside pas sur le territoire, car il n'y a pas de résidents britanniques sur le territoire, ce dernier ayant été louée à l'armée américaine sur la base d'un accord conclu le 30 décembre 1966 pour y accueillir la base militaire américaine de Diego Garcia. Il est basé à Londres au bureau des Affaires étrangères et du Commonwealth
Depuis 1998, le commissaire du BIOT est également commissaire du Territoire antarctique britannique.

## Histoire
Le territoire britannique de l'océan Indien est créé, sous sa forme juridique actuelle, le 8 novembre 1965 alors que se prépare l'indépendance de Maurice qui intervient le 12 mars 1968. Il regroupe alors des territoires jusqu'alors rattachés à la colonie britannique de Maurice en ce qui concerne l'archipel des Chagos et à celle des Seychelles en ce qui concerne l'île Desroches, l'atoll Providence, l'atoll Farquhar et Aldabra. Lorsque c'est au tour des Seychelles d'acquérir leur indépendance le 29 juin 1976, l'île Desroches, l'atoll Providence, l'atoll Farquhar et Aldabra lui sont restitués. Le territoire britannique de l'océan Indien se limite alors depuis cette date à l'archipel des Chagos.

## Liste des gouverneurs
| Début | Fin          | Nom                     | Remarque                                                                                          |
| ----- | ------------ | ----------------------- | ------------------------------------------------------------------------------------------------- |
| 1965  | 1967         | Julian Asquith          | également gouverneur colonial des Seychelles                                                      |
| 1967  | 1969         | Hugh Norman-Walker (en) | également gouverneur colonial des Seychelles                                                      |
| 1969  | 1973         | Bruce Greatbatch        | également gouverneur colonial des Seychelles                                                      |
| 1973  | 28 juin 1976 | Colin Hamilton Allan    | Gouverneur puis haut-commissaire des Seychelles                                                   |
| 1976  | 1976         | Norman Aspin            |                                                                                                   |
| 1976  | 1979         | Philip Mansfield (en)   | également sous-secrétaire d'État adjoint, avec la responsabilité générale des affaires africaines |
| 1979  | 1982         | John Robson             |                                                                                                   |
| 1982  | 1985         | Nigel Wenban-Smith      |                                                                                                   |
| 1985  | 1988         | William Marsden         |                                                                                                   |
| 1988  | 1991         | Richard Edis            |                                                                                                   |
| 1991  | 1994         | Thomas George Harris    |                                                                                                   |
| 1994  | 1996         | David Ross MacLennan    |                                                                                                   |
| 1996  | 1998         | Bruce Harry Dinwiddy    |                                                                                                   |
| 1998  | 1998         | Christopher Wilton      |                                                                                                   |
| 1998  | 2001         | John White              | également commissaire du Territoire antarctique britannique.                                      |
| 2001  | 2004         | Alan Huckle             | également commissaire du Territoire antarctique britannique.                                      |
| 2004  | 2006         | Anthony Crombie         | également commissaire du Territoire antarctique britannique.                                      |
| 2006  | 2008         | Leigh Turner            | également commissaire du Territoire antarctique britannique.                                      |
| 2008  | 2012         | Colin Roberts           | également commissaire du Territoire antarctique britannique.                                      |
| 2012  | 2016         | Peter Hayes             | également commissaire du Territoire antarctique britannique.                                      |
| 2016  | 2017         | John Kittmer            | également commissaire du Territoire antarctique britannique.                                      |
| 2017  | 2021         | Ben Merrick             | également commissaire du Territoire antarctique britannique.                                      |
| 2021  | en fonction  | Paul Candler            | également commissaire du Territoire antarctique britannique.                                      |